# Teratosphaeria fibrillosa
Teratosphaeria fibrillosa är en svampart som beskrevs av Syd. & P. Syd. 1912. Teratosphaeria fibrillosa ingår i släktet Teratosphaeria och familjen Teratosphaeriaceae.   Inga underarter finns listade i Catalogue of Life.